# Elena e il gatto
Elena e il gatto è un album del cantautore italiano Alberto Radius, pubblicato dall'etichetta discografica Panarecord nel 1985.
L'album è prodotto dallo stesso artista, che ha curato gli arrangiamenti insieme a Stefano Previsti e la stesura dei brani con altri autori quali Avogadro e Signori.

## Tracce

### Lato A
1. Elena e il gatto
2. Lucciola smarrita
3. I mattini della vita
4. Sha la la
5. L'Africa è lontana

### Lato B
1. Donna
2. 'a faccia 'e Belzebù
3. Reportage
4. Lady O'

## Formazione
- Alberto Radius - voce, chitarra
- Mauro Gazzola - tastiera
- Lele Melotti - batteria
- Stefano Previsti - tastiera